# 関口氏胤
関口 氏胤（せきぐち うじたね、生没年不明）は、幕末期の紀州藩士、武術家。慶應義塾舎監、大日本武徳会範士。関口家第10代当主、紀州徳川家柔術指南役・関口新心流当主。抜刀術のほか柔術・棒・馬術に長けていた。門下から大東流柔術を開いた半田彌太郎が出ている。号は開祖の柔心を継承した。

## 経歴
8代関口万右衛門（前姓は前島）の系統に当たる子孫で、9代の関口万之丞が早世したため、一部史料では9代目の当主として扱われていることもある。
元服した後、16歳で関口家の家督を継いで、慶応3年（1867年）藩主の徳川茂承に従い、第2次長州征伐に参加。明治4年（1871年）に廃藩置県が断行されると、多くの紀州藩士と共に従って上京。「紀州塾」まで設けるまでに至っていた慶應義塾に入り、居合の免許皆伝者でもある福澤諭吉と親交を結ぶ。明治9年（1876年）には関口流柔術の達人であった旧紀州藩士・和田義郎が主宰した道場で柔道教師を務め、更に慶應義塾舎監まで務めている。和歌山県に帰郷した後、和歌山中学（現・和歌山県立桐蔭中学校・高等学校）の柔道教師となる。
慶應義塾大学は、明治20年（1887年）までにそれまでの関口流と鐘巻流の柔術に加えて柔道を初めて行い、学習院や東京帝大、熊本五高、高等師範学校等の柔道及び海軍兵学校より柔道科設置のモデルとなるまでに至っている。
1895年（明治28年）に大日本武徳会が結成されると、講道館館長・嘉納治五郎以下10名と共に大日本武徳会柔術制定委員会委員を務めた。他、武道選考委員・武徳会柔術形制定委員等の武徳会の要職を歴任した。
弟子に関口万平氏柔や半田弥太郎などがいた。